# Dénasalisation
 (mars 2023).
Si vous disposez d'ouvrages ou d'articles de référence ou si vous connaissez des sites web de qualité traitant du thème abordé ici, merci de compléter l'article en donnant les références utiles à sa vérifiabilité et en les liant à la section « Notes et références ».
En phonétique, la dénasalisation consiste en la perte de l'articulation nasale d'une consonne ou d'une voyelle. Il peut s'agir d'une modification phonétique normale ou pathologique. Elle se manifeste par l'interruption de l'écoulement de l'air par le nez, soit par relèvement du voile du palais, soit par obstruction des cavités nasales, en cas de rhume notamment.
En français le phénomène peut aussi faire partie d'une prononciation normale dans le cas des voyelles nasales, qui peuvent être prononcées sans qualité nasale en cas de d'être suivies d'une consonne nasale non prononcée régulièrement, mais qui se prononce en liaison étant suivie d'une voyelle orale, comme "un enfant" prononcé /ɛnɑ̃fɑ̃/ ou  /œnɑ̃fɑ̃/ au lieu du standard /ɛ̃nɑ̃fɑ̃/ ou /œ̃nɑ̃fɑ̃/. 